# Cynopterus nusatenggara
Cynopterus nusatenggara је врста слепог миша из породице велики љиљци (Pteropodidae).

## Распрострањење
Ареал врсте је ограничен на једну државу. Индонезија је једино познато природно станиште врсте.

## Станиште
Станиште врсте су шуме.

## Угроженост
Ова врста је наведена као последња брига, јер има широко распрострањење и честа је врста.